# Síndrome de Mears-Irlen
Síndrome de Irlen, também referida como Síndrome de Mears-Irlen ou síndrome de sensitividade escotópica ou SI  é uma desordem associada à interação da luz com o mecanismo de visão humano.

## História
Em 1980 o professor da Nova Zelândia Olive Meares descreveu as distorções visuais de alguns indivíduos enquanto liam em papéis brancos. Em 1983, o psicólogo americano Helen Irlen escreveu um artigo sobre sobreposições coloridas auxiliando as habilidades de leitura de algumas pessoas. Sintomas similares foram separadamente descritos por Meares e Irlen sem que um soubesse do trabalho do outro. Irlen, que foi o primeiro a definir sistematicamente a condição, nomeu sua descoberta de "sensitividade escotópica", embora em alguns debates posteriores nomearam o problema de síndrome de Meares-Irlen. 

## Pesquisa
As desordens associadas a esta síndrome vem sendo estudadas em diversas instituições, incluindo o departamento de psicologia na Universidade Essex no Reino Unido e também na Universidade Cambridge neste mesmo país.
Na Austrália, Paul Whiting (Universidade de Sydney), criou o primeiro centro de acompanhamento da síndrome de Irlen que operou por 15 anos.

## Teoria
A Síndrome de Irlen (S.I.) é uma alteração visuoperceptual, causada por um desequilíbrio da capacidade de adaptação à luz que produz alterações no córtex visual e déficits na leitura. A Síndrome tem caráter familiar, com um ou ambos os pais também portadores em graus e intensidades variáveis. Suas manifestações são mais evidentes nos períodos de maior demanda de atenção visual, como nas atividades acadêmicas e profissionais que envolvem leitura por tempo prolongado, seja com material impresso ou computador.

## Sintomas
A fotofobia geralmente se manifesta através de  queixas de brilho ou reflexo do papel branco, que compete com o texto impresso e desvia a atenção do conteúdo a ser lido, comprometendo a atenção. Luzes fluorescentes são particularmente desconfortáveis e geram irritabilidade. Até mesmo a luz solar direta, faróis de carros e postes à noite causam incomodo aos portadores da SI e cefaléias por essa exposição³. Em muitos casos, há hábito de uso constante de óculos de sol.
As alterações da habilidade de resolução viso-espacial produzem sensação de desfocamento e de movimentação das letras que pulsam, tremem, vibram , aglomeram-se ou desaparecem, impactando na atenção e compreensão do texto que esta sendo lido. As distorções à leitura foram também objeto de relatos por parte de outros autores como Meares (1980), Whiting (1985) e Robinson & Miles (1987)4,5,6.
As dificuldades com percepção de profundidade, habilidade que possibilita a correta avaliação tridimensional, tem impacto direto em atividades como dirigir, estacionar, prática de esportes com bola, de movimento em geral, descer e subir escadas, atravessar portas, passarelas, usar escadas rolantes entre muitas outras situações cotidianas, nas quais a antecipação visual constitui  fator de segurança e rapidez de ajuste ao ambiente.
Os sintomas físicos da S.I. são essencialmente oculares, ocorrendo lacrimejamento, prurido e ardência ocular, tendência à esfregar os olhos e/ou tampar/fazer sombra enquanto lê, apertar e/ou piscar os olhos excessivamente, balançar ou tombar a cabeça, sensação de cansaço após 10 a 15 minutos de leitura – que é feita preferencialmente na penumbra – além de história familiar de dificuldades com leitura e fotofobia.

## Tratamento
A aplicação do Método Irlen onde ocorre a indução de estresse em atividades com alta demanda “visuoatencional” e posterior supressão após a sobreposição de uma lâmina colorida individualmente selecionada.
Uma vez determinada a transparência ideal o portador passa a usá-la  sobre o texto durante a leitura  ou cobrindo a tela do computador enquanto lê, obtendo benefícios imediatos no conforto visual, fluência e compreensão.
A neutralização das distorções facilitará o reconhecimento das palavras lidas, mas obviamente não permitirá que a pessoa leia palavras que não sabe. Para estes indivíduos, a leitura sempre foi sinônimo de dificuldade e a rejeição tornou-se um habito incorporado –  é preciso considerar que pode haver anos de atraso em relação aos leitores regulares que  puderam adquirir um substancial vocabulário visual de reconhecimento instantâneo. Obviamente, o aprendizado das palavras será facilitado por não mais se apresentarem distorcidas – mas a assistência ao aprendizado será importante e sem ela a leitura permanecerá sendo uma atividade difícil e estressante.
Do mesmo modo, o uso de filtros não será o único fator necessário para o aperfeiçoamento no desempenho da leitura, porém nos casos de Síndrome de Irlen a opção pelo tratamento significará um recurso não invasivo, de baixo custo e alta resolutividade, possibilitando a seus usuários uma potencialização dos benefícios aferidos aos seus esforços acadêmicos e profissionais, além de facilitar o trabalho da equipe multidisciplinar que os assistem.
É interessante observar que a boa parte dos portadores não tem consciência de suas distorções à leitura, como estas aparecem após um tempo médio de 10 a 15 minutos de leitura, eles pressupõem que isto ocorra a todos – sem se dar conta de que a dificuldade é só deles – e mais ainda  se estiverem sob excesso de luzes fluorescentes, contraste, cores fortes, muito volume de texto por pagina, letras menores e impressão em papel brilhante. O mais preocupante é que esta é exatamente a situação em que se aplica a prova do ENEM –  centenas de estudantes com Síndrome de Irlen não identificada terão seu desempenho prejudicado pelo estresse visual e hipersensibilidade à luz, cansaço progressivo e dificuldade em manter a atenção por tempo prolongado, com erros na transferência de gabaritos e falta de compreensão por déficits na eficiência visual. 

## Leituras recomendadas
- Hyatt, Keith J. «Irlen Tinted Lenses and Overlay» (PDF). Macquarie University Special Education Centre. MUSEC Briefings (22)
- Wilkins, Arnold J. (2003). Reading through color: how colored filters can reduce reading difficulty, eye strain, and headaches. Chichester: John Wiley & Sons. ISBN 0-470-85116-3. OCLC 78883050
- SACOMAN, Mateus Barroso. A Síndrome de Irlen: diagnóstico e o contexto de intervenção. Rev. Psicopedagogia 2019;36(110):222-234